# Despotovac

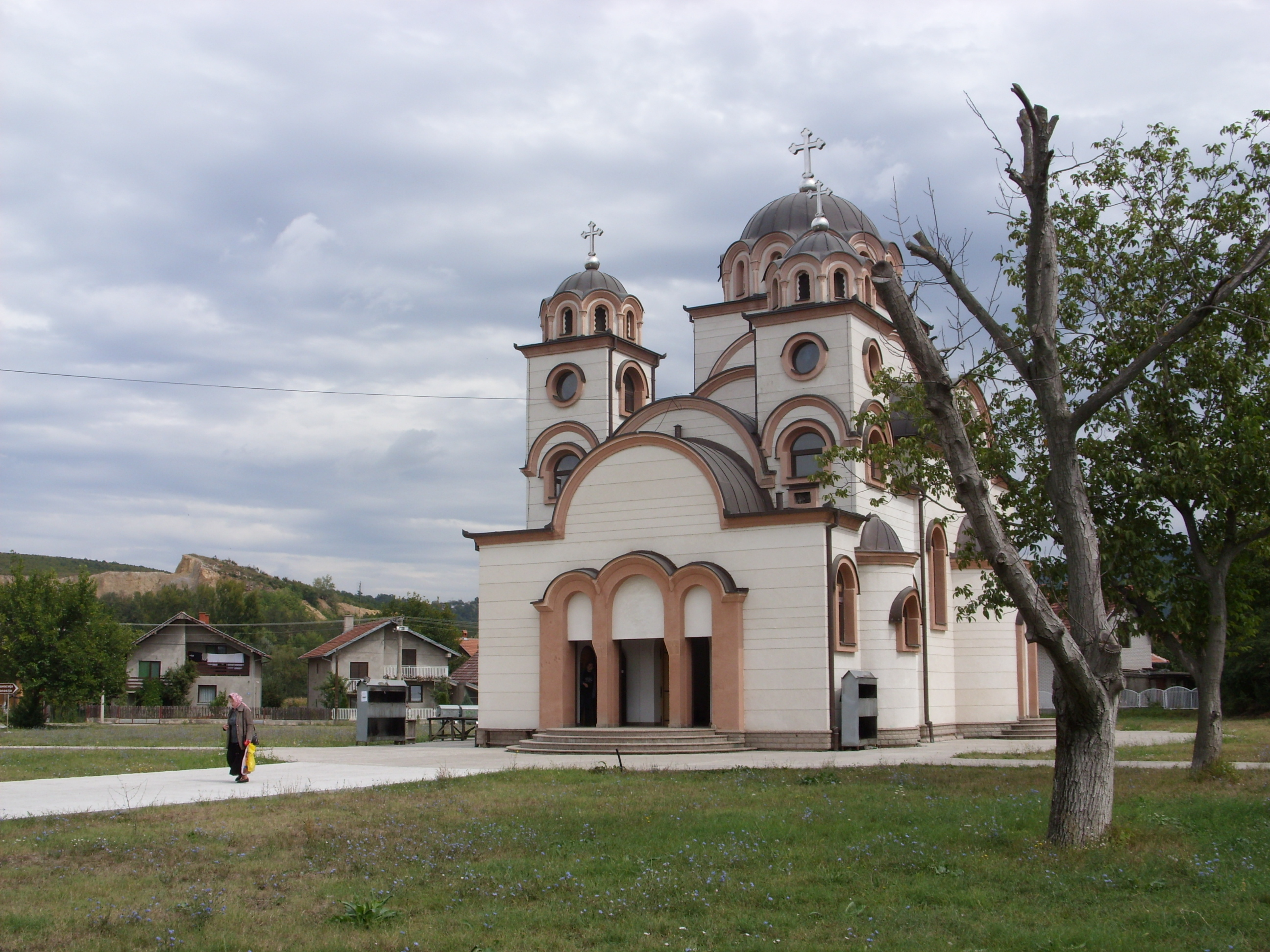
Orthodoxe Kirche im Stadtzentrum; im Hintergrund der Steinbruch am Stadtrand

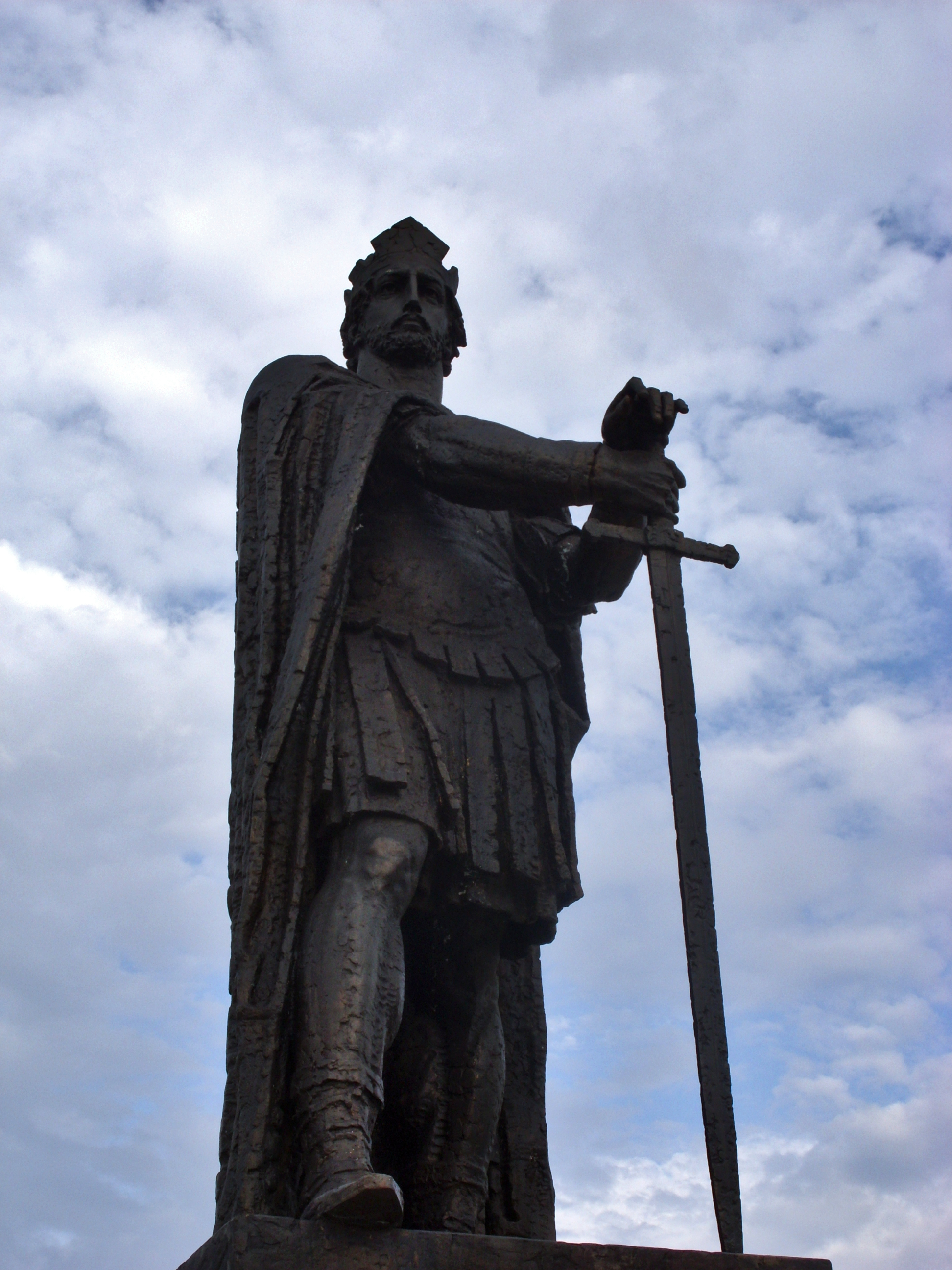
Denkmal für Despot Stefan Lazarević

Despotovac (serbisch-kyrillisch Деспотовац) ist eine Stadt und Gemeinde im Zentrum Serbiens. Die Stadt gehört zum Okrug Pomoravlje und liegt am Fluss Resava in der Region Gornja Resava („Ober-Resava“), deren historisches Zentrum sie ist.
Despotovac selbst hat etwa 4.200 Einwohner, die Gemeinde etwa 23.200. Fast alle Einwohner der Gemeinde sind Serben (96 %); die größte ethnische Minderheit bilden Walachen mit knpapp 2 % der Bevölkerung.

## Geschichte
Die Kleinstadt wurde nach dem Despoten Stefan Lazarević benannt, der im nahen Kloster beigesetzt ist. Neben dem Namen erinnert ein Denkmal an den mittelalterlichen Herrscher.

## Wirtschaft
In unmittelbarer Nähe der Stadt befindet sich ein großer Steinbruch.

## Verkehr
Von 1892 bis 1967 hielt die Schmalspurbahn Ćuprija–Ravna Reka in Senjski Rudnik.

## Sehenswürdigkeiten
Im Stadtzentrum steht die neu errichtete orthodoxe Kirche, die dem Despoten Stefan und seiner Mutter, Fürstin Milica, gewidmet ist. In der Nähe von Despotovac befindet sich außerdem das bedeutende Wehrkloster Manasija, in dessen Kirche Despot Stefan begraben ist. Ein beliebtes Ausflugsziel ist auch der Wasserfall Veliki buk nahe der Quelle der Resava.

## Gemeinde
- Balajnac
- Beljajka
- Bogava
- Brestovo
- Bukovac
- Despotovac
- Dvorište
- Grabovica
- Grčko Polje
- Jasenovo
- Jelovac
- Jezero
- Lipovica
- Lomnica
- Medveđa
- Miliva
- Panjevac
- Plažane
- Popovnjak
- Ravna Reka
- Resavica
- Dorf Resavica
- Senjski Rudnik
- Sladaja
- Stenjevac
- Strmosten
- Trućevac
- Veliki Popović
- Vitance
- Vodna
- Vojnik
- Zlatovo
- Židilje

## Söhne und Töchter der Gemeinde
- Vera Nikolić (1948–2021), Mittelstreckenläuferin